# Strychnos acuta
Strychnos acuta är en tvåhjärtbladig växtart som beskrevs av Prog.. Strychnos acuta ingår i släktet Strychnos och familjen Loganiaceae. Inga underarter finns listade i Catalogue of Life.